# Ligne Meitetsu Tsushima
La ligne Meitetsu Tsushima (名鉄津島線, Meitetsu Tsushima-sen) est une ligne ferroviaire de la compagnie privée Meitetsu située dans la préfecture d'Aichi au Japon. Elle relie la gare de Sukaguchi à Kiyosu à la gare de Tsushima à Tsushima.

## Histoire
La ligne est ouverte en 1914 et 1915 par la compagnie Nagoya Electric Railway.

## Caractéristiques

### Ligne
- écartement des voies : 1 067 mm
- nombre de voies : 2
- électrification : 1 500 V cc par caténaire

### Liste des gares

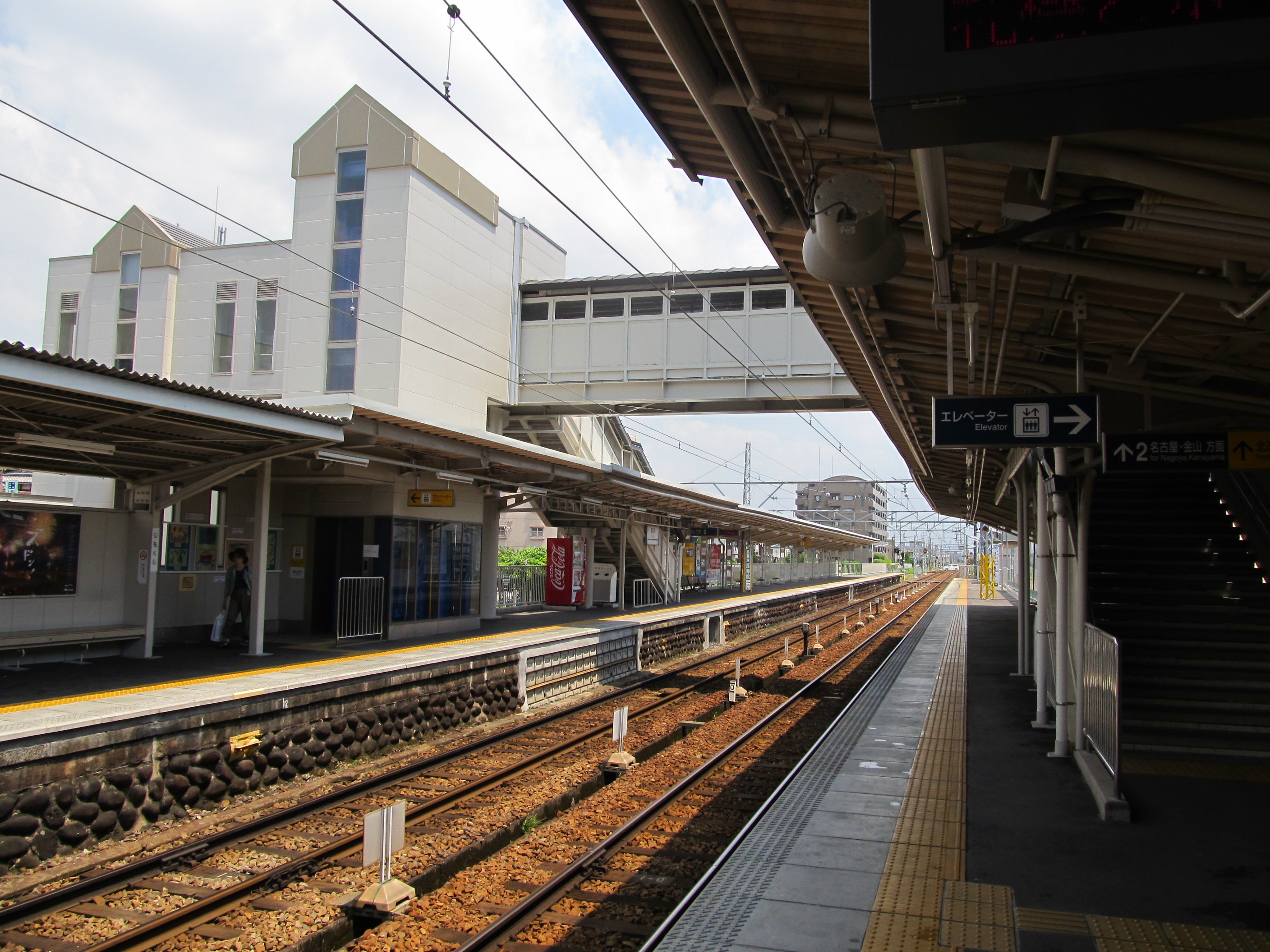
La ligne à Jimokuji.

La ligne comporte 8 gares.
| Numéro | Gare        | Nom japonais | Distance (km) | Correspondances                    | Localisation |
| ------ | ----------- | ------------ | ------------- | ---------------------------------- | ------------ |
|        | Sukaguchi   | 須ヶ口       | 0             | Meitetsu : Nagoya (interconnexion) | Kiyosu       |
|        | Jimokuji    | 甚目寺       | 2,0           |                                    | Ama          |
|        | Shippō (ja) | 七宝         | 3,7           |                                    | Ama          |
|        | Kida        | 木田         | 5,4           |                                    | Ama          |
|        | Aotsuka     | 青塚         | 7,3           |                                    | Tsushima     |
|        | Shobata     | 勝幡         | 9,0           |                                    | Aisai        |
|        | Fujinami    | 藤浪         | 10,2          |                                    | Aisai        |
|        | Tsushima    | 津島         | 11,8          | Meitetsu : Bisai (interconnexion)  | Tsushima     |